# Chimbo
Chimbo (o San José de Chimbo) è una parrocchia urbana dell'Ecuador, capoluogo dell'omonimo cantone, nella provincia di Bolívar.